# Привзак
Привза́к (фр. Privezac, окс. Privasac) — коммуна во Франции, находится в регионе Окситания. Департамент — Аверон. Входит в состав кантона Монбазан. Округ коммуны — Вильфранш-де-Руэрг.
Код INSEE коммуны — 12191.
Коммуна расположена приблизительно в 500 км к югу от Парижа, в 110 км северо-восточнее Тулузы, в 32 км к западу от Родеза.

## Население
Население коммуны на 2008 год составляло 325 человек.
| 1962 | 1968 | 1975 | 1982 | 1990 | 1999 | 2008 |
| ---- | ---- | ---- | ---- | ---- | ---- | ---- |
| 327  | 340  | 320  | 322  | 282  | 273  | 325  |

## Экономика

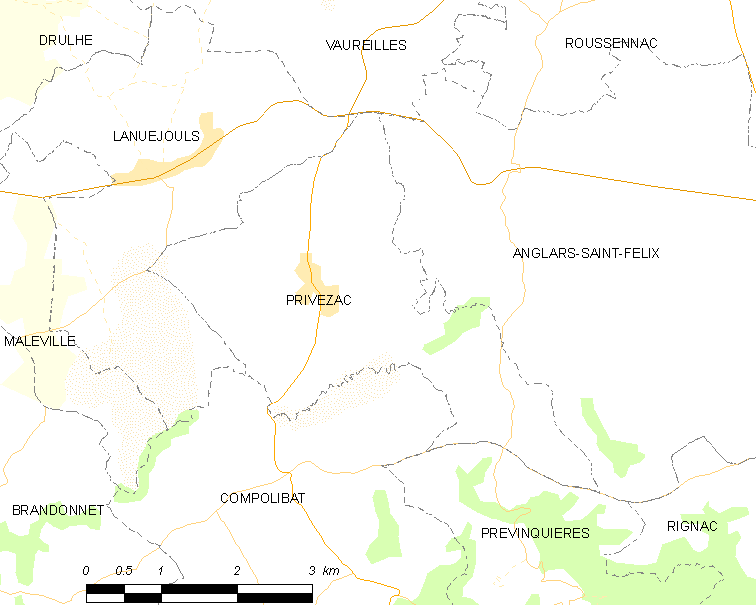
Карта коммуны

В 2007 году среди 176 человек в трудоспособном возрасте (15—64 лет) 127 были экономически активными, 49 — неактивными (показатель активности — 72,2 %, в 1999 году было 68,2 %). Из 127 активных работали 121 человек (68 мужчин и 53 женщины), безработных было 6 (1 мужчина и 5 женщин). Среди 49 неактивных 14 человек были учениками или студентами, 23 — пенсионерами, 12 были неактивными по другим причинам.